# Robert Liebmann
Robert Liebmann (* 5. Juni 1890 in Berlin; † Juli 1942 im KZ Auschwitz) war ein deutscher Drehbuchautor.

## Leben
Nach dem Abitur studierte er von 1908 bis 1913 an den Universitäten von Freiburg im Breisgau, München und Berlin Jura. Ab 1914 schrieb er Theater- und Filmkritiken für die Deutsche Allgemeine Zeitung, ab 1916 für die Berliner Morgenpost und ab 1918 für die B.Z. am Mittag.
Damals begann er, Libretti, Texte für Revuen und Filmdrehbücher zu verfassen. Mit seinen Lustspielen, Liebesromanzen, Abenteuer- und Gruselgeschichten avancierte er zu einem der erfolgreichsten Drehbuchautoren der Weimarer Republik. 1928 gründete er mit Harry Piel die Ariel-Film-GmbH. Im April 1929 wurde er Dramaturg bei der Ufa. In der Zeit des beginnenden Tonfilms war Liebmann als Autor oder Co-Autor an einigen Klassikern beteiligt, darunter Der blaue Engel und Der Kongreß tanzt.
Kurz nach der „Machtergreifung“, im April 1933, wurde Liebmann als Jude von der Ufa entlassen. Im Vorspann des letzten deutschen Films, an dem er beteiligt war, Walzerkrieg, erschien sein Name nicht mehr. Liebmann emigrierte nach Paris. Dort und später in Hollywood arbeitete er an einigen Emigrantenfilmen mit. 1938 war er wieder in Paris, wo er seine letzten Filmaufträge erhielt. Im selben Jahr wurde er im Juli aus der Reichsfilmkammer ausgeschlossen. Im Juli 1939 folgte die Aberkennung der deutschen Staatsbürgerschaft. Während der Besetzung Frankreichs durch die deutsche Wehrmacht wurde Liebmann verhaftet und ins Sammellager Drancy gesteckt. Von dort deportierten ihn deutsche Stellen in das Konzentrationslager Auschwitz, wo er vermutlich gleich nach seiner Ankunft ermordet wurde.
Liebmann war in erster Ehe seit 1918 mit Gertrud Flach und, nach der Scheidung 1932, in zweiter Ehe mit Eugenie Leisermann verheiratet.

## Filmografie
- 1919: Die Prostitution (2 Teile)
- 1919: Die Arche
- 1919: Die letzten Menschen
- 1919: Unheimliche Geschichten
- 1919: Die Pflicht zu leben
- 1920: Indische Rache
- 1920: Va banque
- 1920: Die Glücksfalle
- 1920: Der Hund von Baskerville
- 1920: Der siebente Tag
- 1920: Eines großen Mannes Liebe
- 1920: Die Frau ohne Seele
- 1920: Der Graf von Cagliostro
- 1920: Die letzte Stunde
- 1920: Susanne Stranzky
- 1920: Künstlerlaunen – Vera-Filmwerke
- 1920/21: Die Jagd nach dem Tode (4 Teile)
- 1921: Der Mann ohne Namen (6 Teile)
- 1921: Hapura, die tote Stadt
- 1921: Der Roman eines Dienstmädchens
- 1921: Das Geld auf der Straße
- 1922: Seine Exzellenz von Madagaskar (2 Teile)
- 1922: Das Mädel mit der Maske
- 1922: Man soll es nicht für möglich halten
- 1922: Der Pantoffelheld
- 1922: So sind die Männer
- 1922: Die drei Marien und der Herr
- 1923: Die Fledermaus
- 1923: Das Paradies im Schnee
- 1924: Claire
- 1924: Mutter und Kind
- 1924: Komödianten des Lebens
- 1924: Das schöne Abenteuer
- 1924: Hochstapler wider Willen
- 1924: Niniche
- 1925: Der Flug um den Erdball
- 1925: Vater Voss
- 1925: Kammermusik
- 1925: Blitzzug der Liebe
- 1925: Das Abenteuer der Sybille Brant
- 1925: Liebe macht blind
- 1925: Liebesgeschichten
- 1925: Soll man heiraten?
- 1925: Schatten der Weltstadt
- 1925: Herrn Filip Collins Abenteuer
- 1925: Ein Walzertraum
- 1925: Der Ritt in die Sonne
- 1925: Die tolle Herzogin
- 1926: Wie einst im Mai
- 1926: Die Fahrt ins Abenteuer
- 1926: Die drei Kuckucksuhren
- 1926: Der Feldherrnhügel
- 1926: Die Boxerbraut
- 1926: Kopf hoch, Charly!
- 1926: Der Juxbaron
- 1927: Meine Tante – Deine Tante
- 1927: Die schönsten Beine von Berlin
- 1927: Der Meister von Nürnberg
- 1927: Die Dame mit dem Tigerfell
- 1927: Der Fürst von Pappenheim
- 1927: Eheferien
- 1927: Die raffinierteste Frau Berlins
- 1927: Im Luxuszug
- 1927: Du sollst nicht stehlen
- 1928: Moral
- 1928: Charlott etwas verrückt
- 1928: Zwei rote Rosen
- 1928: Mann gegen Mann
- 1928: Looping the Loop
- 1928: Geheimnisse des Orients
- 1928: Der Raub der Sabinerinnen
- 1928: Seine stärkste Waffe
- 1928: Revolutionshochzeit
- 1928: Zwei rote Rosen
- 1928: Die blaue Maus
- 1928: Ihr dunkler Punkt
- 1929: Die Mitternachts-Taxe
- 1929: Männer ohne Beruf
- 1929: Manolescu
- 1929: Der schwarze Domino
- 1929: Der Sträfling aus Stambul
- 1929: Wenn Du einmal Dein Herz verschenkst
- 1930: Liebeswalzer
- 1930: Der blaue Engel
- 1930: Liebling der Götter
- 1930: Der unsterbliche Lump
- 1930: Einbrecher
- 1931: Ihre Hoheit befiehlt
- 1931: Voruntersuchung
- 1931: Der Kongreß tanzt
- 1931: Yorck
- 1931: Stürme der Leidenschaft
- 1932: Der Sieger
- 1932: Mensch ohne Namen
- 1932: Ich bei Tag und Du bei Nacht
- 1933: Ich und die Kaiserin
- 1933: Walzerkrieg
- 1934: Liliom
- 1934: Tokayerprinzessin (Caravane)
- 1934: Liebesreigen (Music in the Air)
- 1938: Carrefour
- 1938: Lumières de Paris